# جين مونيني موراغو
جين مونيني موراغو (بالإنجليزية: Jane Munene-Murago)‏، هي مُخرجة ومُنتجة  سينمائية كينية.

## وصلات خارجية
- جين مونيني موراغو في قاعدة بيانات الأفلام على الإنترنت